# Aeropuerto de Alegrete
Aeropuerto Gaudêncio Machado Ramos (IATA: ALQ, OACI: SSLT) conocido informalmente como Aeropuerto Alegrete Novo, es el aeropuerto que da servicio a Alegrete, Brasil.

## Historia
El aeropuerto se construyó como reemplazo de una instalación más antigua ubicada más cerca del centro de la ciudad que luego se cerró.

## Aerolíneas y destinos
| Aerolíneas                                       | Destinos     |
| ------------------------------------------------ | ------------ |
| Azul Brazilian Airlines operado por Azul Conecta | Porto Alegre |

## Acceso
El aeropuerto se encuentra 12 km (7 mi) del centro de Alegrete.